# Vargön
Vargön este o arie protejată (arie specială de conservare — SAC, sit de importanță comunitară — SCI) din Suedia întinsă pe o suprafață de 1.493,5 ha, integral pe uscat.

## Localizare
Centrul sitului Vargön este situat la coordonatele 65°16′15″N 21°47′18″E / 65.2708°N 21.7882°E.

## Înființare
Situl Vargön a fost declarat sit de importanță comunitară în ianuarie 2002 pentru a proteja 1 specie de plante. Situl a fost protejat și ca arie specială de conservare în martie 2011.

## Biodiversitate
Situată în ecoregiunile boreală și marină baltică, aria protejată conține 12 habitate naturale: Vegetație perenă pe țărmurile stâncoase, Mlaștini împădurite, Terase mlăștinoase și terase nisipoase neacoperite de apă la reflux, Cursuri de apă de la nivel de câmpie la nivel montan, cu vegetație Ranunculion fluitantis și Callitricho-Batrachion, Păduri naturale în etape succesive primare ale suprafețelor emergente de coastă, Bancuri de nisip acoperite în permanență slab de apă marină, Pășuni de coastă din Baltica boreală, Recifuri, Dune împădurite din regiunile atlantică, continentală și boreală, Taiga vestică, Litoraluri nisipoase din Baltica boreală cu vegetație perenă, Mlaștini turboase de tranziție și turbării mișcătoare.
La baza desemnării sitului se află o specie protejată de  plante: Artemisia campestris subsp. bottnica.